# Трегер

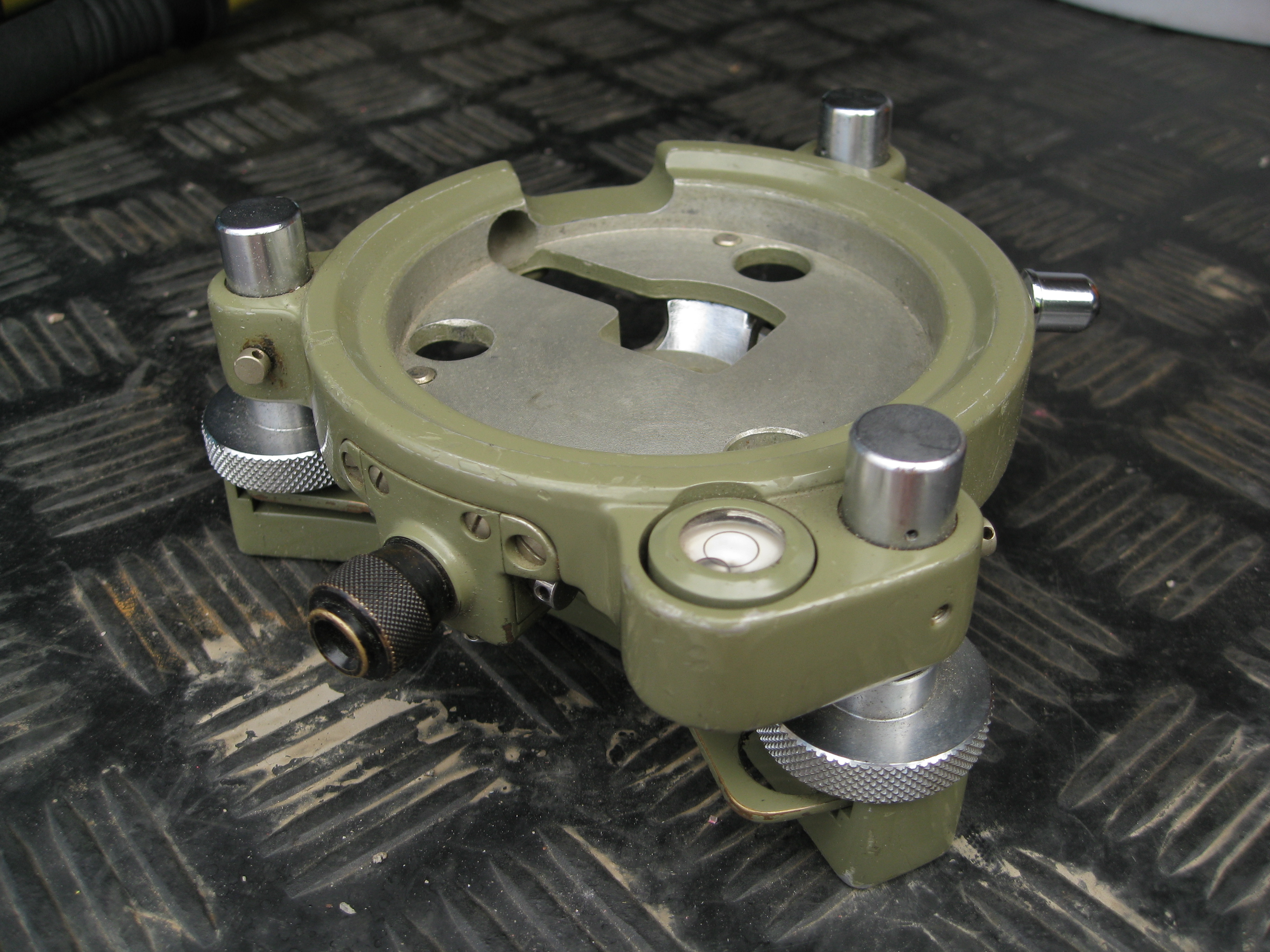
Трегер з оптичним центриром (чорний циліндр, спрямований у лівий нижній кут зображення) та круглим рівнем.

Трегер — пристрій, що використовується для встановлення геодезичного приладу (наприклад теодоліта, тахеометра, GNSS-антени) або візирної цілі (наприклад призмового відбивача), до штатива. Трегер дозволяє неодноразово розміщувати геодезичний інструмент в тому ж положенні над точкою геодезичного маркера з точністю до міліметра, регулюючи підйомні гвинти, щоб привести основу інструменту в горизонтальну площину.

## Будова трегера

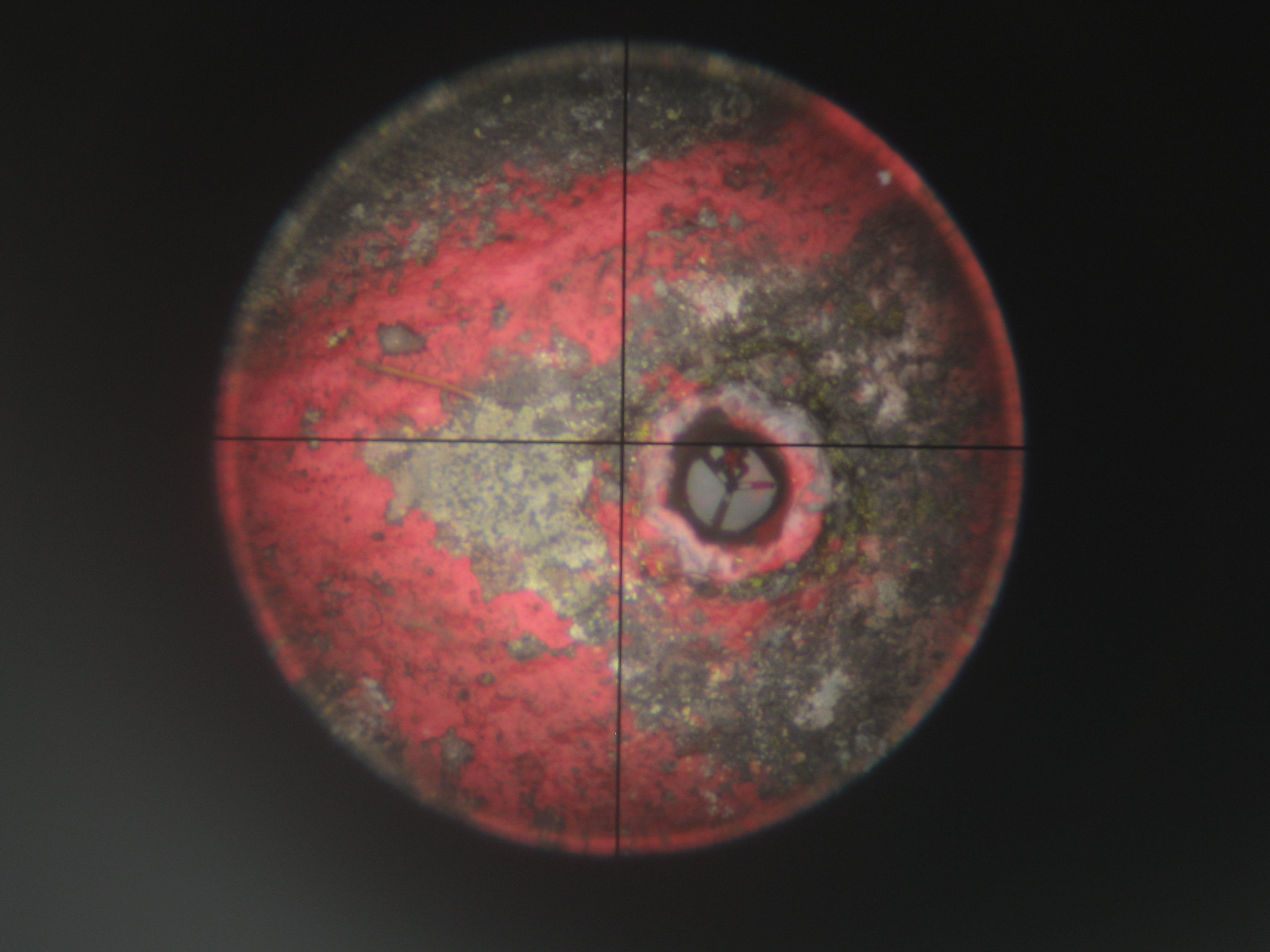
Вид крізь оптичний центрир.

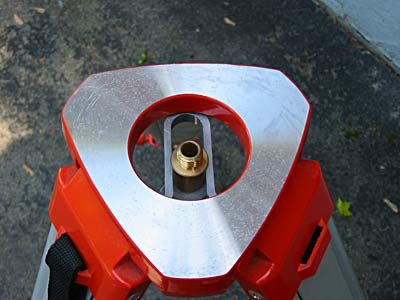
Головка геодезичного штатива з гвинтом для кріплення трегера.

Пристрій складається з двох трикутних металевих пластин з'єднаних між собою, бульбашкового рівня, фіксуючого механізму та зазвичай оптичного центрира. У центрі нижньої пластини тригера є отвір з різьбою 5/8", який використовується для кріплення трегера до штатива за допомогою станового гвинта. Верхня пластина має три невеликі отвори або прорізи, розташовані на відстані 120˚ одна від одної над підйомними гвинтами, а також механізм фіксації, що дає змогу точно розташувати геодезичний інструмент та закріпити його.
Оптичний центрир має орієнтир або візирні лінії для позиціонування приладу над геодезичним маркером або наземною контрольною точкою. Для трегерів без нього потрібний висок для центрування приладу, встановлення виска та процес роботи з ним займає значно більше часу ніж з оптичним центриром.
Деякі сучасні трегери мають вбудований лазерний центрир, що послуговується лазерним променем для вирівнювання пристрою на точці.

## Використання трегера

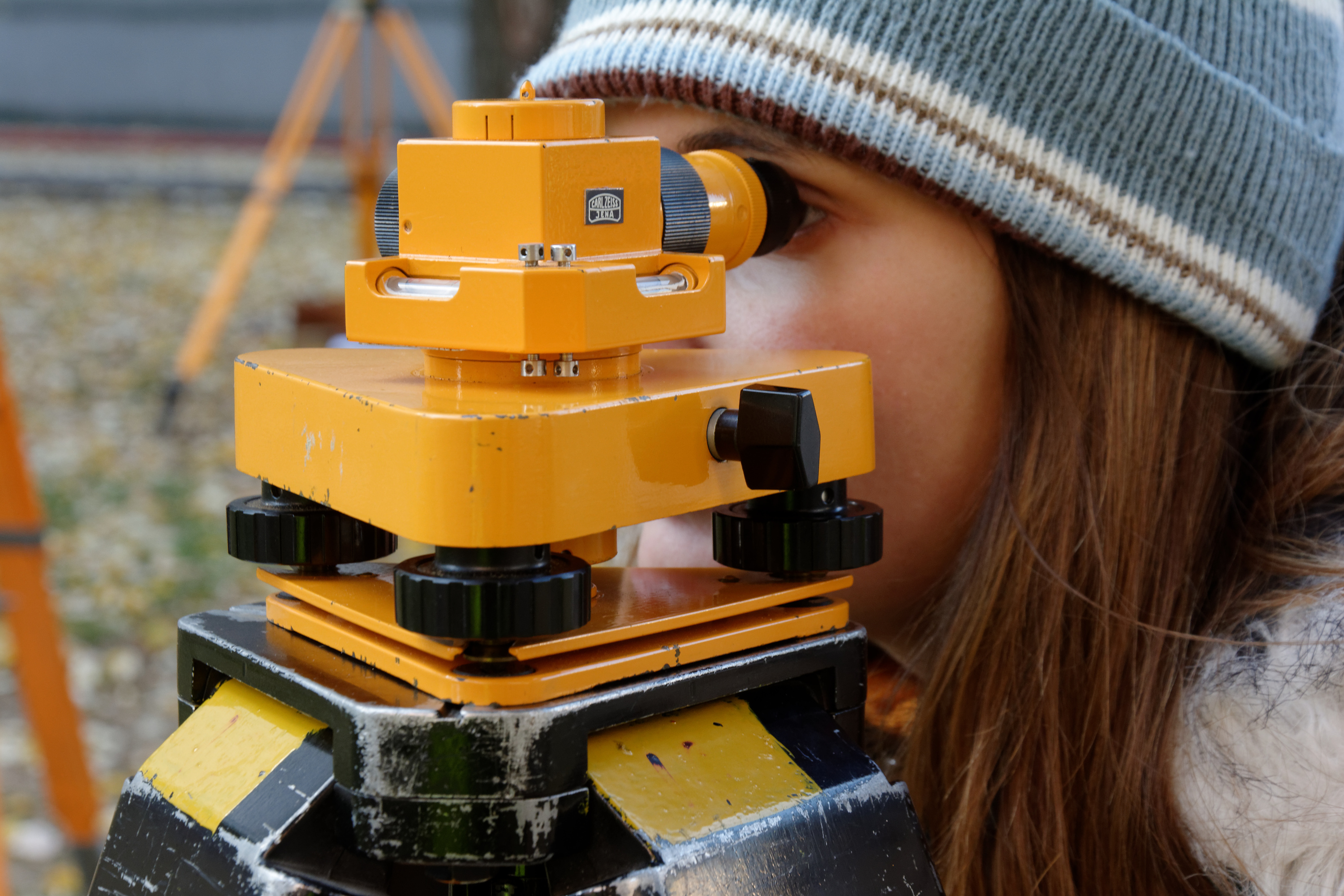
Процес викоритання оптичного центрира.

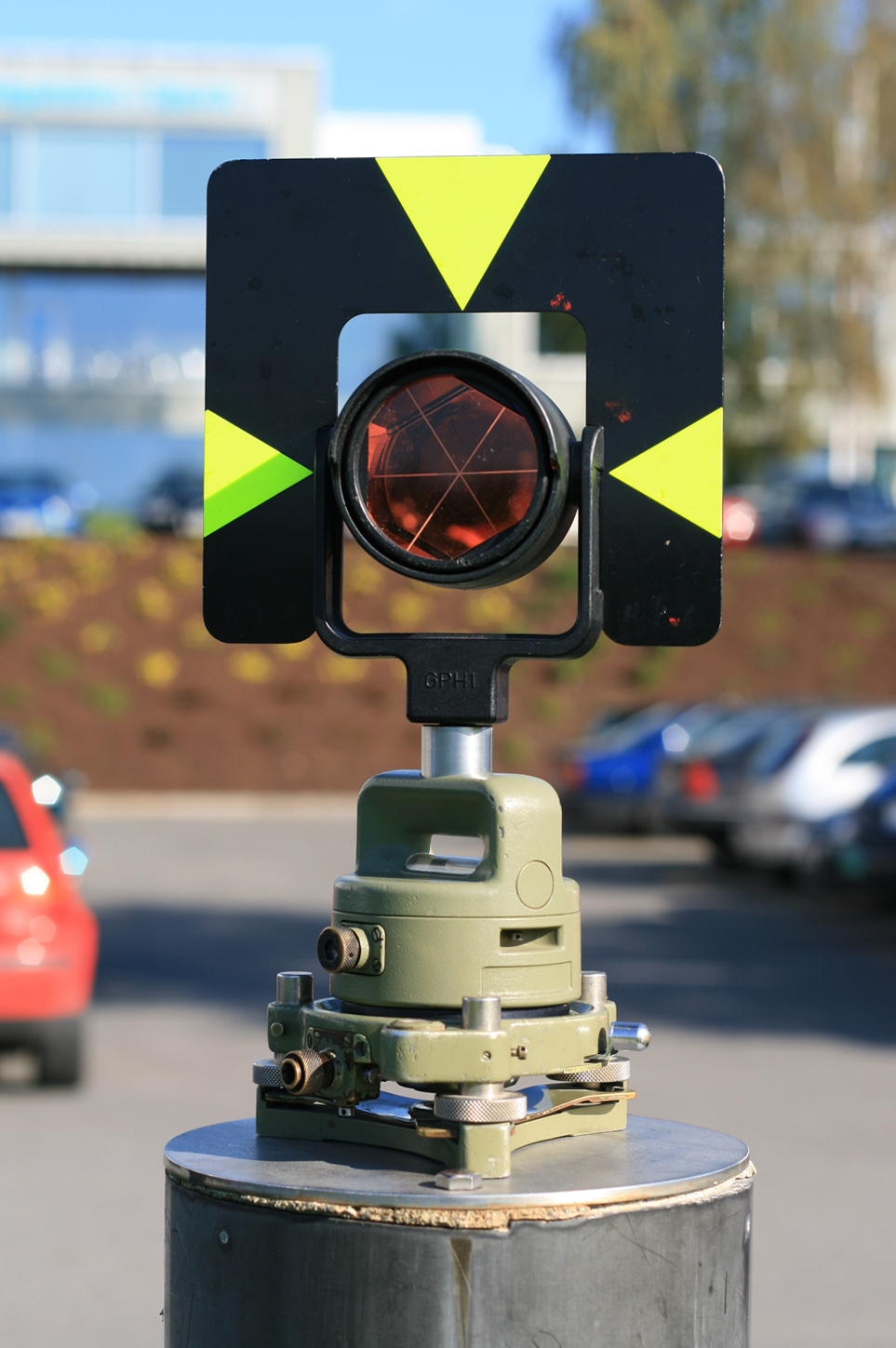
Призмовий відбивач на трегері.

При горизонтуванні та центруванні дотримується такий загальний процес:
- Трегер кріпиться до штатива і ставиться над маркером.
- Дивлячись через оптичний центрир, треба взяти дві ніжки штатива та розташувати їх так щоб візирні лінії були над маркером. Втоптати всі три ніжки в покриття, чи розташувати їх в поглибленнях, задля забезпечення стійкості конструкції.
- Викоритовуючи можливості регулювання довжини ніжок штатива, підйомних гвинтів, положення ніжок та користуючись оптичним центриром провести горизонтування та максимально відцентрувати пристрій.
- При потребі підправити наведення на маркер на кілька міліметрів, розкрутити становий гвинт та змістити трегер в потрібну сторону.